# Lac du Drennec
Ce réservoir artificiel d'une superficie de 110 hectares, alimenté en partie par l'Élorn et le Mougau, approvisionne en eau une partie du Finistère nord, dont Brest métropole, Landerneau et Landivisiau. Des aménagements permettent la pratique d'activités comme la voile, la natation et la randonnée sur les sentiers aménagés alentour. 
Situé sur les communes de Commana et Sizun.
Ce lac bénéficie d'un classement en 1re catégorie pour la pêche à la truite, notamment à la mouche.

## Présentation

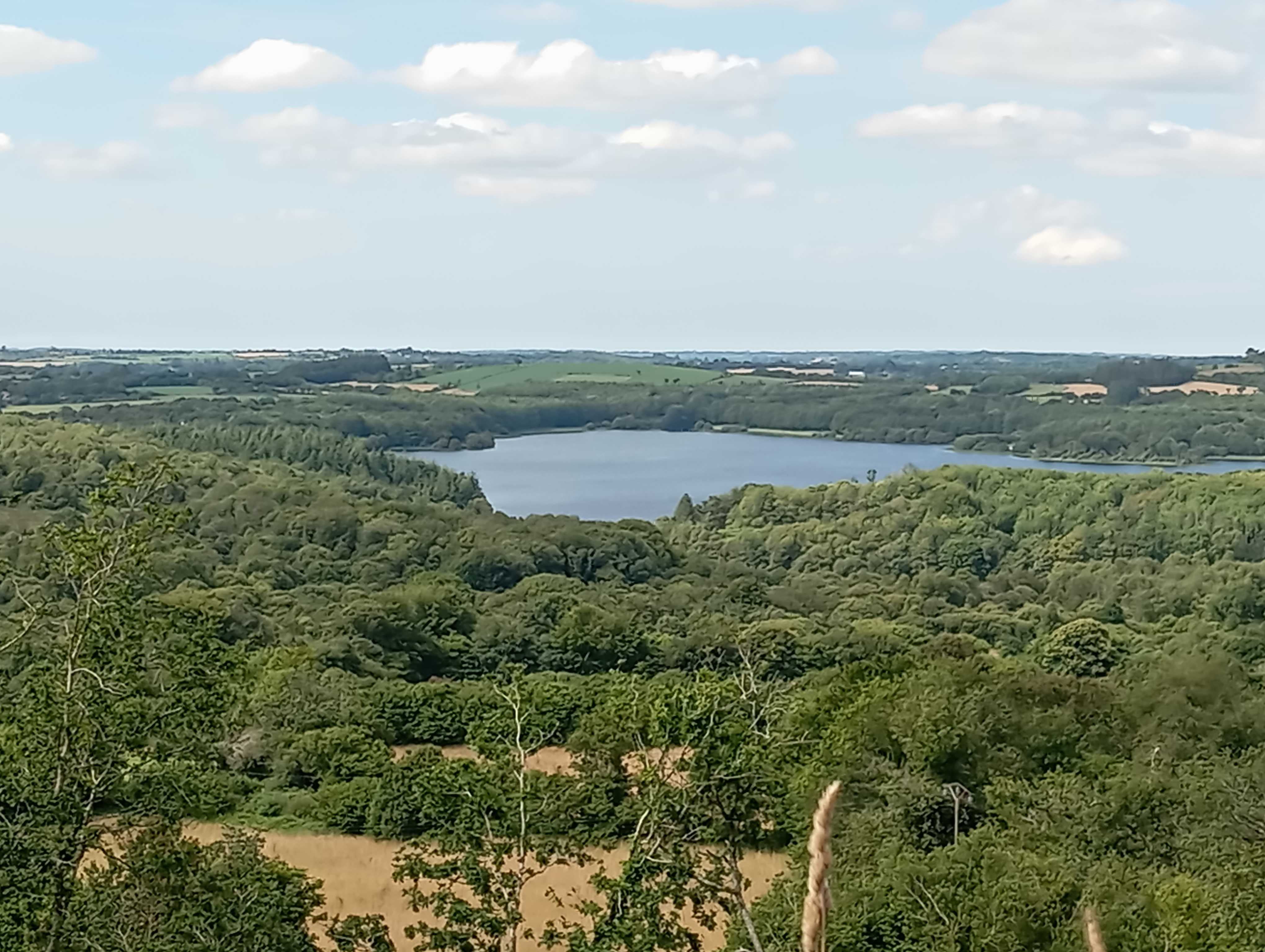
Vue d'ensemble du lac du Drennec (depuis la route entre Saint-Cadou et Saint-Rivoal).

Le barrage est achevé en 1981 et inauguré en 1982 par Gaston Defferre, ministre de l'Intérieur. Il mesure 280 mètres de long et 30 mètres de haut. Il peut retenir 8,7 millions de mètres cubes d'eau.

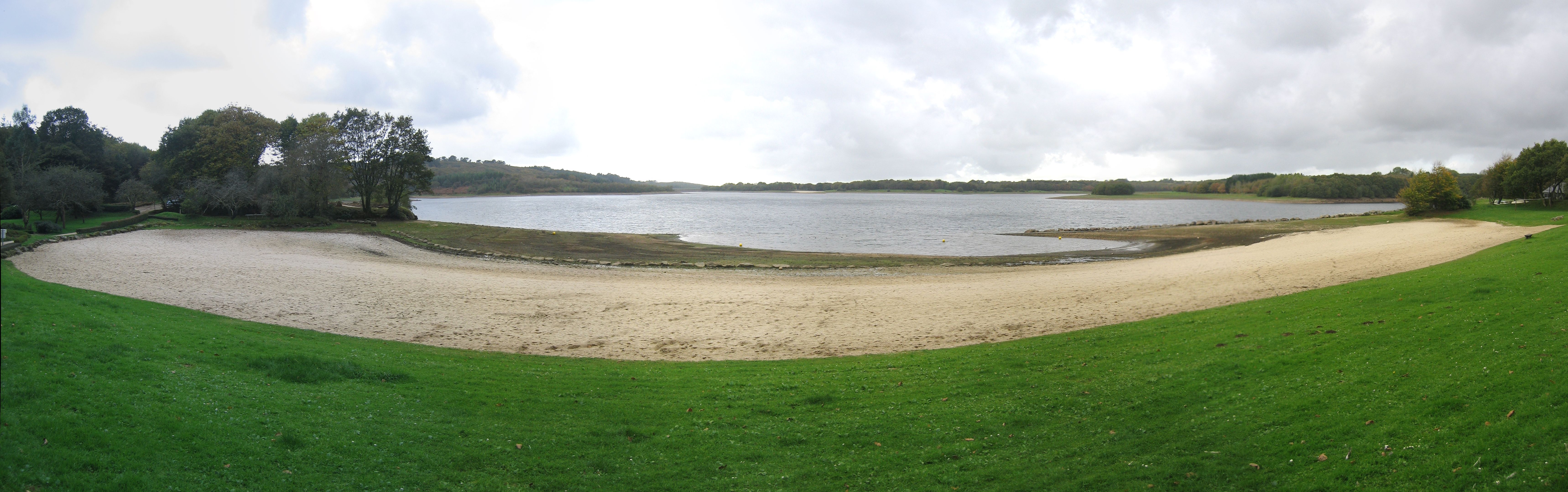
La plage du lac du Drennec (près de la crêperie).
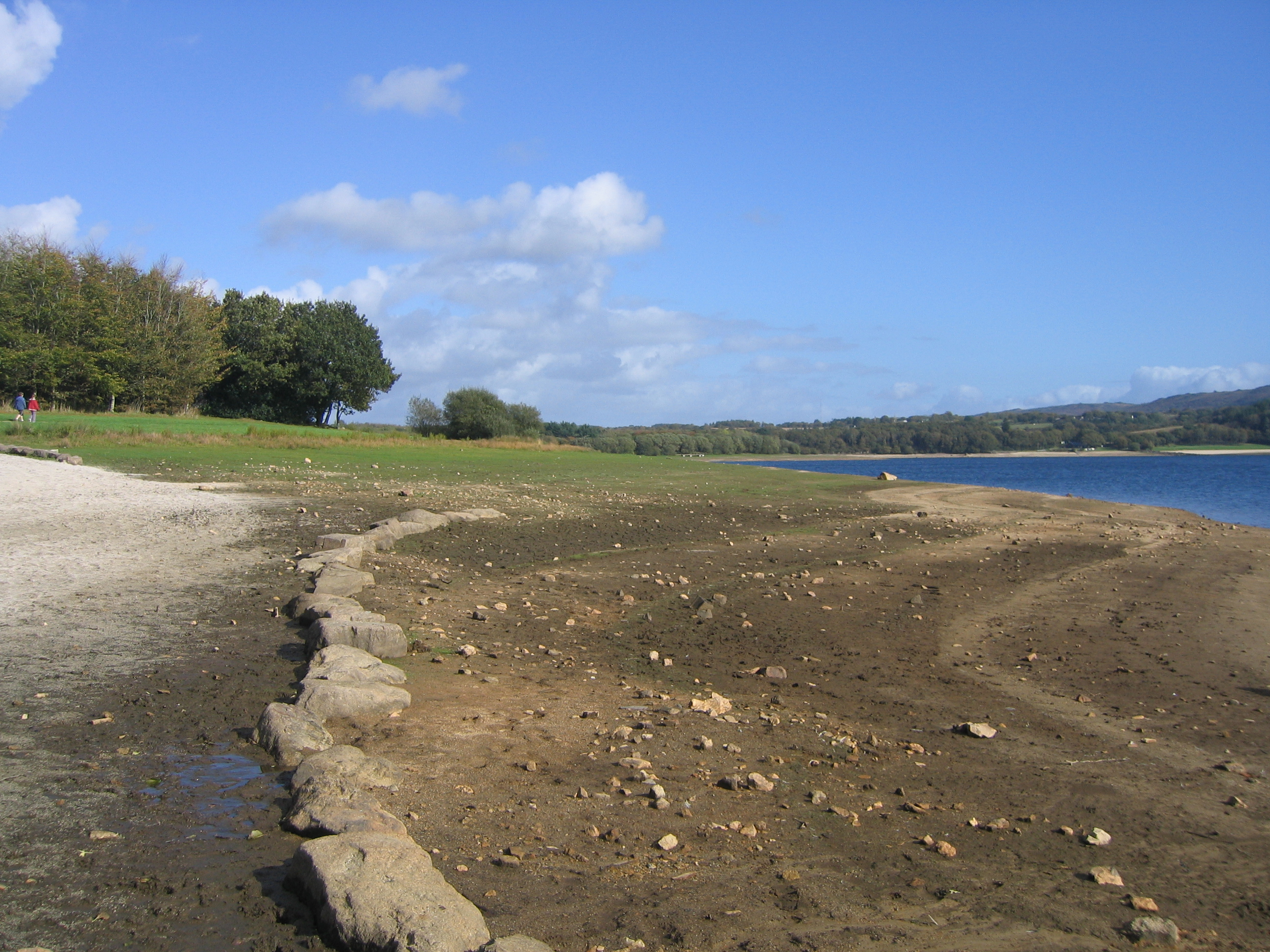
Le lac du Drennec en basses eaux.
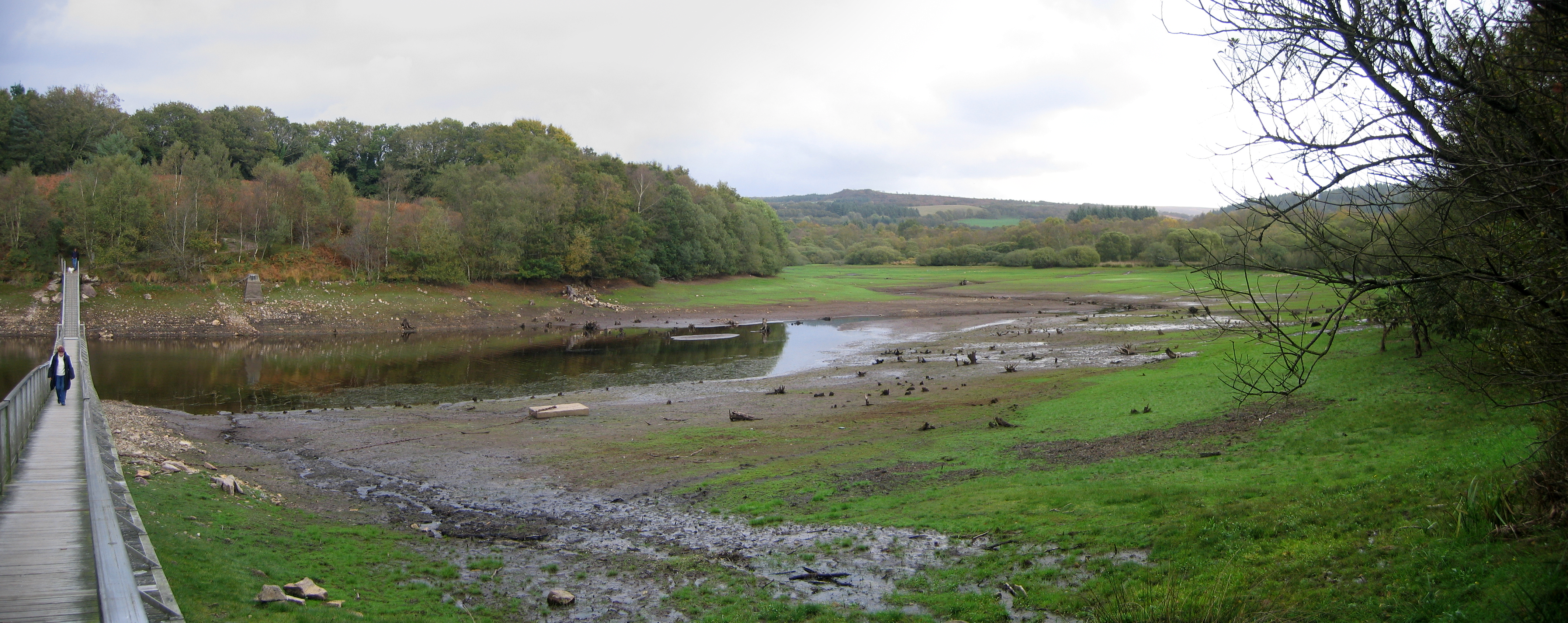
L'Élorn alimentant le réservoir et la passerelle franchissant le ruisseau (en période de basses eaux).

Le barrage et les rives du lac sont gérés par le Syndicat de Bassin de l'Élorn (Établissement public territorial de bassin).
Depuis décembre 2009, la retenue du barrage est équipée de turbines pour la production d'électricité.